# Olivier Smolders
Olivier Smolders (Léopoldville, 4 gennaio 1956) è un regista, produttore cinematografico e sceneggiatore belga.

## Biografia
Olivier Smolders nacque a Léopoldville (l'attuale Kinshasa), nel Congo belga (l'odierna Repubblica Democratica del Congo) ed è il figlio dello scultore Michel Smolders. Laureatosi in filologia romanza, Olivier Smolders divenne dapprima un professore all'istituto nazionale delle arti dello spettacolo e delle tecniche di diffusione (a Bruxelles) e poi un docente all'università di Liegi (nel 2010).
Dal 1984, Olivier Smolders è noto per i suoi cortometraggi sobri, di grande rigore estetico, spesso in bianco e nero, dai temi profondi e morbosi (l'amore in rapporto con la morte, delle confessioni intime inquietanti...), che egli ha realizzato con una piccola équipe. Questi film, vicini ai racconti letterari, hanno ricevuto numerosi riconoscimenti internazionali. Uno dei cortometraggi più celebri di questo periodo è Adoration ("Adorazione"), un cortometraggio sperimentale girato nel 1987 e basato sulla storia vera di Issei Sagawa, uno studente giapponese che invitò una sua compagna a studiare nel suo appartamento per poi ammazzarla e mangiarne delle parti del corpo.
Smolders si ispirò anche al surrealismo belga, come nel cortometraggio pedagogico Point de Fuite ("Punto di fuga") del 1987, tratto da una storia dello scrittore surrealista Marcel Mariën. In questo corto, uno dei più noti del regista, una professoressa di matematica entra in classe per iniziare una lezione sulla prospettiva, ma trova i suoi alunni nudi e silenziosi e i loro vestiti in un angolo. Quando uno di loro scrive alla lavagna di "fare come loro", la professoressa decide di spogliarsi anche lei e inizia la lezione, ma mentre è girata a scrivere alla lavagna gli studenti si rimettono i vestiti e rubano i suoi, invertendo i ruoli.
Nel 2005, uscì il suo primo lungometraggio, un film onirico a colori sul tema della metamorfosi, intitolato Nuit noire ("Notte nera"). Con la sua struttura narrativa complessa, accompagnata da una colonna sonora che privilegia l'atmosfera rispetto ai dialoghi, la pellicola ha ricevuto delle reazioni miste da parte della critica. Nel 2015, il suo cortometraggio La Part de l'ombre venne candidato al Premio Magritte per il miglior cortometraggio, ma perse in favore di La Bûche de Noël di Stéphane Aubier e Vincent Patar.

## Filmografia
- 1984 : Neuvaine, 30 min, bianco e nero, 16 mm

- 1985 : L'Art d'aimer, 15 min, colore, 16 mm

- 1987 : Adoration, 15 min, bianco e nero, 35 mm

- 1987 : Point de fuite, 10 min, colore, 35 mm, basato su un racconto di Marcel Mariën

- 1989 : Seuls, 12 min, bianco e nero, 35 mm (Portraits d'enfants en institution psychiatrique.)

- 1991 : Pensées et visions d'une tête coupée, 26 min, colore e bianco e nero, 35 mm (Portrait d'un peintre imaginaire à partir de la vie et de l'œuvre d'Antoine Wiertz.)

- 1991 : La Philosophie dans le boudoir, 14 min, bianco e nero, 35 mm, dall'opera omonima di D. A. F. de Sade

- 1991 : Ravissements, 7 min, bianco e nero, 35 mm, basato sugli scritti di Teresa d'Avila

- 1997 : L'Amateur, 26 min, bianco e nero, 35 mm

- 1998 : Mort à Vignole, 25 min, bianco e nero, 35 mm

- 2005 : Nuit noire, 89 min, colore, HD e 35 mm

- 2008 : Voyage autour de ma chambre, 27 min, colore, HD e 35 mm

- 2009 : Petite anatomie de l'image, 21 min, HD e 35 mm

- 2013 : La Part de l'ombre, 28 min, HD e DCP

- 2014 : La Légende dorée (cortometraggio)

## Pubblicazioni

### Libri
- (FR) Cinéma parlant, dictionnaire d'idées reçues sur le cinéma, La Louvière, Edizioni Le Daily-Bul, coll. « De parti pris », 1992.

- (FR) Éloge de la pornographie : où l'on comprend enfin pourquoi le cinéma pornographique est un genre charmant, sympathique, parfaitement délicieux : petit viatique intime, Crisnée, Edizioni Yellow Now, coll. « De parti pris », 1992, p. 57.

- (FR) Fontanelle, conte fantastique, Crisnée/Liegi, Edizioni Yellow Now/Scarabée, 1994

- (FR) 14 Adages d'Erasme d'après le manuscrit du professeur Cantarel, Liegi/Bruxelles, Edizioni du Scarabée/La Maison d'Érasme, 1997.

- (FR) “Eraserhead” de David Lynch, Crisnée, Edizioni Yellow Now, 1997, p. 45.

- (FR) Paul Nougé : Écriture et caractère, à l'école de la ruse, Bruxelles, Edizioni Labor, coll. « Archives du futur », 2000, p. 223.

- (FR) Expérience de la bêtise, où l'on apprend à aimer les vessies autant que les lanternes, Crisnée, Edizioni Yellow Now, 2001.

- (FR) La Part de l'ombre, Bruxelles, Les Impressions Nouvelles, coll. « Traverses », 2005, p. 160.

- (FR) Voyage autour de ma chambre, Bruxelles, Les Impressions Nouvelles, coll. « Traverses », 2009, p. 144.